# Circuit international de Sepang
Le circuit International de Sepang est le circuit utilisé pour le Grand Prix de Malaisie de Formule 1 entre 1999 et 2017. Il est également utilisé pour d'autres événements de sport motorisés comme le MotoGP. 

## Histoire
Le circuit a été conçu, au même titre que les circuits de Shanghai (circuit international de Shanghai) et de Bahreïn (circuit international de Sakhir), par l'architecte allemand Hermann Tilke. En 2016, le circuit a fait l'objet de travaux de re-surfaçage pour éliminer plusieurs zones bosselées et l'inclinaison de certains virages a été modifiée pour faciliter le drainage en cas de fortes pluies, particulièrement au virage en épingle no 15. Un revêtement moins abrasif a été appliqué et des zones de dégagement asphaltées ont été remplacées par des bacs à gravier. 
À la suite d'un accord à l'amiable avec Liberty Media, le Grand Prix automobile de Malaisie 2017 reste le dernier disputé alors que l'édition 2018 aurait dû marquer la fin du contrat signé avec la Formula One Management de Bernie Ecclestone. Plusieurs ministres malaisiens et le directeur du circuit avaient laissé entendre que le circuit international de Sepang ne renouvellerait pas son contrat, faute de rentabilité.
Le circuit a été souvent considéré comme une référence vis-à-vis des autres circuits, avec d'immenses complexes techniques et de presse, et de vastes stands. Cependant, certains se plaignent que la piste s'enfonce peu à peu. Cela est dû au fait que la piste est construite sur l'emplacement d'un ancien marais. 

## Tracés

### Circuit principal
Le circuit principal, normalement emprunté dans le sens des aiguilles d'une montre, est d'une longueur de 5,543 km et se caractérise par ses courbes rapides et ses longues lignes droites. La disposition est assez inhabituelle, avec une très longue ligne droite, reliée à la ligne droite des stands par une épingle à cheveux très serrée. Il est utilisé pour les Grands Prix de Formule 1 et les Grands Prix moto, en plus des compétitions locales ou régionales.

### Circuit nord
Également emprunté dans le sens des aiguilles d'une montre, le circuit nord correspond à la première moitié du circuit principal. La course revient sur la ligne droite des stands après le virage no 6, ayant ainsi une longueur de 2,41 km.

### Circuit sud
Le circuit sud correspond à l'autre moitié du circuit principal. La seconde ligne droite sert de ligne des stands lorsque le circuit sud est utilisé. Il rejoint le circuit principal après le virage no 8, formant ainsi une « épingle à cheveux ».

## Événements sportifs

### Formule 1

#### Palmarès des Grands Prix de Formule 1 disputés sur le circuit de Sepang
| Année | Vainqueur            | Écurie             | Résultats |
| ----- | -------------------- | ------------------ | --------- |
| 1999  | Eddie Irvine         | Ferrari            | Résultats |
| 2000  | Michael Schumacher   | Ferrari            | Résultats |
| 2001  | Michael Schumacher   | Ferrari            | Résultats |
| 2002  | Ralf Schumacher      | Williams-BMW       | Résultats |
| 2003  | Kimi Räikkönen       | McLaren-Mercedes   | Résultats |
| 2004  | Michael Schumacher   | Ferrari            | Résultats |
| 2005  | Fernando Alonso      | Renault            | Résultats |
| 2006  | Giancarlo Fisichella | Renault            | Résultats |
| 2007  | Fernando Alonso      | McLaren-Mercedes   | Résultats |
| 2008  | Kimi Räikkönen       | Ferrari            | Résultats |
| 2009  | Jenson Button        | Brawn-Mercedes     | Résultats |
| 2010  | Sebastian Vettel     | Red Bull-Renault   | Résultats |
| 2011  | Sebastian Vettel     | Red Bull-Renault   | Résultats |
| 2012  | Fernando Alonso      | Ferrari            | Résultats |
| 2013  | Sebastian Vettel     | Red Bull-Renault   | Résultats |
| 2014  | Lewis Hamilton       | Mercedes           | Résultats |
| 2015  | Sebastian Vettel     | Ferrari            | Résultats |
| 2016  | Daniel Ricciardo     | Red Bull-TAG Heuer | Résultats |
| 2017  | Max Verstappen       | Red Bull-TAG Heuer | Résultats |

#### Événements de course
- En 1999, Michael Schumacher y effectue un retour fracassant à la compétition après sa blessure à Silverstone. L'Allemand signe la pole position avec presque une seconde d'avance sur son coéquipier Eddie Irvine. En course, Schumacher laisse gagner Irvine qui était alors en lutte avec Mika Hakkinen pour le titre mondial. Pourtant, après la course, les deux pilotes Ferrari étaient disqualifiés à cause de leurs déflecteurs latéraux non conformes. Cette disqualification offrait le titre mondial sur tapis vert à Hakkinen, mais quelques jours après, la sanction était annulée et les Ferrari réintégrées dans le classement du Grand Prix de Malaisie 1999.
- En 2003, Kimi Raikkonen y signe, à 23 ans, sa première victoire en formule 1, une performance qui provoque les larmes d'émotion de son patron Ron Dennis.
- En 2009, le Grand Prix est disputé sous une averse tropicale et interrompu avant la moitié de la course. Les pilotes ayant fini dans les points ce jour-là n'ont marqué que la moitié des points au championnat du monde.
- En 2012, toujours dans des conditions climatiques difficiles, Fernando Alonso s'impose devant le surprenant mexicain Sergio Pérez qui manque de peu de s'imposer au volant de sa modeste Sauber-Ferrari
- En 2013, Sebastian Vettel s'impose devant son coéquipier Mark Webber qui lui reproche ensuite publiquement de ne pas avoir respecté les consignes de l'équipe Red Bull Racing. Vettel a dépassé l'Australien en tête de la course alors que leurs positions avaient été figées par leur écurie.

### Grands Prix de Moto
Le 23 octobre 2011, lors du deuxième tour du Grand Prix de Malaisie de MotoGP, le pilote italien Marco Simoncelli perd l'adhérence de la roue arrière et sa moto, qu'il ne contrôle plus, coupe la route à Colin Edwards et Valentino Rossi lors de son retour vers l'intérieur du virage. Edwards et Rossi le percutent au sol et son casque est arraché par la violence du choc, ce qui entraîne de graves blessures aux cervicales, à la tête et à la poitrine. Du fait de ses blessures graves, Simoncelli est transféré en ambulance au centre médical du circuit où il arrive en état d'arrêt cardio-respiratoire ; il est déclaré mort à 16 h 56, heure locale.
En 2015, Valentino Rossi et Marc Marquez ont eu un accrochage notoire.

### Autres événements
Le circuit international de Sepang est également utilisé pour des compétitions de karting et de moto-cross.

## Liste des accidents mortels
| Nom de la victime | Date de la mort | Qualité | Championnat                               | Course                           | Monture (le cas échéant) |
| ----------------- | --------------- | ------- | ----------------------------------------- | -------------------------------- | ------------------------ |
| Shu Li Chen       | 9 avril 2007    | Pilote  | X                                         | Essais privés                    | Karting                  |
| Marco Simoncelli  | 23 octobre 2011 | Pilote  | Championnat du monde de vitesse moto 2011 | Grand Prix moto de Malaisie 2011 | Honda RC212V             |

## Jeux vidéo
Le circuit est disponible dans les jeux vidéo suivants :
- F1 2000
- F1 2001
- F1 2002
- F1 2003
- F1 2004
- F1 2009
- F1 2010
- F1 2011
- F1 2012
- F1 2014
- F1 2015
- F1 2016
- F1 2017
- F1 Challenge 99-02
- F1 Championship Season 2000
- F1 Manager 2001
- F1 Online: The Game
- F1 Racing Championship
- Ferrari F355 Challenge
- Formula Driver 3D
- Formula One Championship Edition
- Grand Prix Challenge
- GRID Autosport
- ING Renault F1 Team
- MiniDrivers
- MotoGP '07
- MotoGP 2